# District de Putuo (Shanghai)
Pour les articles homonymes, voir Putuo.
Le district de Putuo (普陀区 ; pinyin : Pǔtuó Qū) est une subdivision du centre de la municipalité de Shanghai en Chine.
C'est un des districts qui forme Puxi.
Il contient le Parc Mengqingyuan, et celui de Changfeng
Le quartier artistique 50 Moganshan Road est dans ce district.